# Albert (kardynał S. Teodoro)
Albert (ur. ?, zm. 1135) – kardynał diakon S. Teodoro od września 1127 roku, mianowany przez papieża Honoriusza II. W trakcie podwójnej papieskiej elekcji w 1130 poparł wybór Innocentego II i w 1132 był jego legatem w Bergamo. Występuje jako sygnatariusz bulli papieskich z 5 grudnia 1127, 9 maja 1131, 23 listopada 1131, 1 grudnia 1131, 1 stycznia 1135 i 12 stycznia 1135.